# Tom Beck
Thomas „Tom“ Helmut Beck (* 26. Februar 1978 in Nürnberg) ist ein deutscher Schauspieler, Sänger und Unternehmer.

## Leben
Tom Beck wuchs in der Nürnberger Exklave Brunn auf und machte 1998 das Abitur am Neuen Gymnasium Nürnberg, und leistete im Anschluss seinen Wehrdienst ab.
Er ist seit 2015 mit der Schauspielerin Chryssanthi Kavazi liiert und seit August 2018 verheiratet. Am 9. November 2019 wurden beide Eltern eines Sohnes und am 21. April 2024 wurden sie Eltern einer Tochter.
Während seiner Arbeit für Alarm für Cobra 11 – Die Autobahnpolizei lebte Beck in Köln.

### Sänger und Schauspieler
Tom Beck absolvierte von 1999 bis 2003 eine Schauspielausbildung an der Bayerischen Theaterakademie in München im Studiengang Musical. Zu seinen Lehrern gehörte u. a. Marina Busse. Die Ausbildung beendete er mit seiner Diplomarbeit, dem Solo-Programm Beck-Stage. Beck wurde tänzerisch und musikalisch ausgebildet. Drei der Lieder im Soundtrack zu Aus der Tiefe des Raumes wurden von Beck gesungen.
Beck spielte und sang in zwei Bands, die letzte, King Schlayer, verließ er 2001 nach dem zweiten Studienjahr.
Nach seiner Auszeichnung beim Bundeswettbewerb Gesang 2001 war Beck zwischen 2005 und 2007 als Darsteller in Musicals engagiert. Seit 2004 trat er in diversen Fernsehproduktionen auf. Von Herbst 2008 bis Ende 2013 war Beck in der Action-Serie Alarm für Cobra 11 – Die Autobahnpolizei an der Seite von Erdoğan Atalay als Hauptkommissar Ben Jäger zu sehen. Am 28. September 2012 gab Beck seinen Ausstieg aus der Serie bekannt. Die letzte Folge mit Beck wurde im Dezember 2013 ausgestrahlt. Im Jahr 2019 kehrte er für einen Gastauftritt zurück.
Am 11. März 2011 wurde seine erste Single Sexy veröffentlicht, die zwei Wochen später direkt auf Platz 50 der Singlecharts einstieg. Am 25. März 2011 erschien auch sein erstes Album Superficial Animal, welches auf Platz 36 der Deutschen Album-Charts stieg. Am 5. Oktober 2012 erschien mit Americanized sein zweites Album.
2015 spielte er in dem Sat.1-Fernsehfilm Einstein an der Seite von Annika Ernst die männliche Hauptrolle des Polizeiberaters Felix Winterberg. Die Rolle übernahm er seit Januar 2017 ebenfalls in der gleichnamigen Fernsehserie.
Im 2024 erschienenen Videospiel Indiana Jones und der Große Kreis lieh Beck dem Antagonisten Viktor Gantz, Oberst der deutschen Wehrmacht, seine Stimme.

### Marketing-Unternehmer
Tom Beck war Miteigentümer der Marketing- und Management-Firma Check One Two Perfect GmbH, die neben seinen Social-Media-Auftritten auch die YouTuber Bianca Claßen („BibisBeautyPalace“) und Julian Claßen („Julienco“) betreut hat. Im April 2020 wurde die Gesellschaft aufgelöst.
Beck geriet im Februar 2015 als Manager der deutschen YouTuberin Bianca Heinicke (jetzt Claßen) für die gemeinsame Geschäftspraxis in die Kritik. Heinicke hatte in einem ihrer Videos eine Uhr für rund 250 Euro Kaufpreis empfohlen. Dabei hatte sie allerdings verschwiegen, bei einem Kauf über den von ihr angebotenen Affiliate-Weblink Einnahmen zu erzielen. Beck wurde vom Moderator des Neo Magazin Royale Jan Böhmermann daraufhin vorgeworfen, ein Geschäftsmodell mit „[einer] Mischung aus der Coolness von QVC kombiniert mit der Seriosität und Transparenz von 9Live“ zu betreiben. Durch die Produktplatzierungen ließe er „13-Jährige seine Miete zahlen“.

## Theater und Musical
- 2005: „Wild Party“ am Theater Heilbronn, als Burrs[15]
- 2005: „Moulin Rouge“ im K4 Künstlerhaus Nürnberg, als Christian[15]
- 2006: „Grease“ im Theater St. Gallen, als Danny[15]

## Filmografie
- 2004: Eine unter Tausend
- 2004: Ein krasser Deal
- 2004: Küstenwache (Fernsehserie, Folge In der Höhle des Löwen)
- 2004: Der Ermittler (Fernsehserie, Folge Objekt der Begierde)
- 2004: Mädchen, Mädchen 2 – Loft oder Liebe (Kinofilm)
- 2005: Schulmädchen (Fernsehserie, 2 Folgen)
- 2005: Reblaus
- 2005: Alles außer Sex (Fernsehserie, Folge Stille Nacht, heimliche Nacht)
- 2005: Rotkäppchen
- 2006: Rosamunde Pilcher – Land der Sehnsucht (Fernsehreihe)
- 2006: Der letzte Zeuge (Fernsehserie, Folge Tod eines Tänzers)
- 2006: Polizeiruf 110 – Tod im Ballhaus (Fernsehreihe)
- 2006: In aller Freundschaft (Fernsehserie, Folge Starke Söhne)
- 2006: Die Rosenheim-Cops (Fernsehserie, Folge Der Tod kam auf Kufen)
- 2007: Unser Charly (Fernsehserie, Folge Charly macht Musik)
- 2007: Die Frauen der Parkallee
- 2007: Beim nächsten Tanz wird alles anders
- 2007: Spurlos – Alles muss versteckt sein
- 2007, 2008: SOKO München (Fernsehserie, verschiedene Rollen, 2 Folgen)
- 2008–2013, 2019: Alarm für Cobra 11 – Die Autobahnpolizei (Fernsehserie, 82 Folgen)
- 2008: Forsthaus Falkenau (Fernsehserie, Folge Gefangen auf Teneriffa)
- 2008: Rosamunde Pilcher – Pfeile der Liebe
- 2008: Funny Movie – Dörte’s Dancing (Fernsehreihe)
- 2008: Inga Lindström – Hochzeit in Hardingsholm (Fernsehreihe)
- 2009: Donna Leon – Wie durch ein dunkles Glas (Fernsehreihe)
- 2009: Zweiohrküken (Kinofilm)
- 2010: C.I.S. – Chaoten im Sondereinsatz
- 2011: SOKO Köln (Fernsehserie, Folge Durch fremde Fenster)
- 2011: Geister all inclusive
- 2011: Ausgerechnet Sex!
- 2013: Schlussmacher (Kinofilm)
- 2014: Vaterfreuden (Kinofilm)
- 2014: Irre sind männlich (Kinofilm)
- 2014: Alles ist Liebe (Kinofilm)
- 2015: Die abhandene Welt (Kinofilm)
- 2015: Meine allerschlimmste Freundin
- 2015: Einstein
- 2015: Gute Zeiten, schlechte Zeiten (Fernsehserie, 2 Folgen)
- 2016: SMS für Dich (Kinofilm)
- 2016: StadtLandLiebe (Kinofilm)
- 2016: Männertag (Kinofilm)
- 2016: Dating Alarm
- 2017–2018: You Are Wanted (Fernsehserie, 7 Folgen)
- 2017: Rockstars zähmt man nicht
- 2017–2019: Einstein (Fernsehserie, 32 Folgen)
- 2017: Abi ’97 – gefühlt wie damals
- 2018: Liliane Susewind – Ein tierisches Abenteuer
- 2019: Auf das, was da noch kommt (Musikvideo)
- 2020: Eine Almhütte für zwei (Fernsehfilm)
- 2020: Schwester, Schwester – Hier liegen Sie richtig! (Fernsehserie, 9 Folgen)
- 2021: Nestwochen
- 2021: Die Chefin (Fernsehserie, Folge: Spender 5634)
- seit 2021: Friedmanns Vier (Fernsehserie)
- seit 2023: Like a Loser (Fernsehserie)
- 2024: Blutige Anfänger (Fernsehserie, Folge: Bingo Jürgen)
- 2024: Zwei Erben sind einer zu viel (Fernsehfilm)
- 2024: Nelly und das Weihnachtswunder (Fernsehfilm)
- 2025: Wilsberg: Achtsam bis tödlich (Fernsehreihe)

## Teilnahme an Shows
- 2013, 2016, 2023: Schlag den Star (2 Siege, 1 Niederlage)
- 2013: TV total Stock Car Crash Challenge (Platz 4)
- 2014: TV total PokerStars.de Nacht
- 2016: Grill den Henssler
- 2016: Quizduell (Team „Echte Typen“ mit Francis Fulton-Smith; Sieg)
- 2020: Zweite Staffel der ProSieben-Sendung The Masked Singer (Platz 1)
- 2021: Celebrity Hunted – Jede Spur kann dich verraten (Platz 2)
- 2022: Die deutsche Luftballonmeisterschaft (Platz 1)
- 2022: Wer weiß denn sowas?
- 2023: Die Helene Fischer Show
- 2024: Quizduell-Olymp (Team „Cobra“ mit Erdoğan Atalay; Niederlage)
- 2025: Du gewinnst hier nicht die Million bei Stefan Raab – Promi-Spezial

## Diskografie
Alben

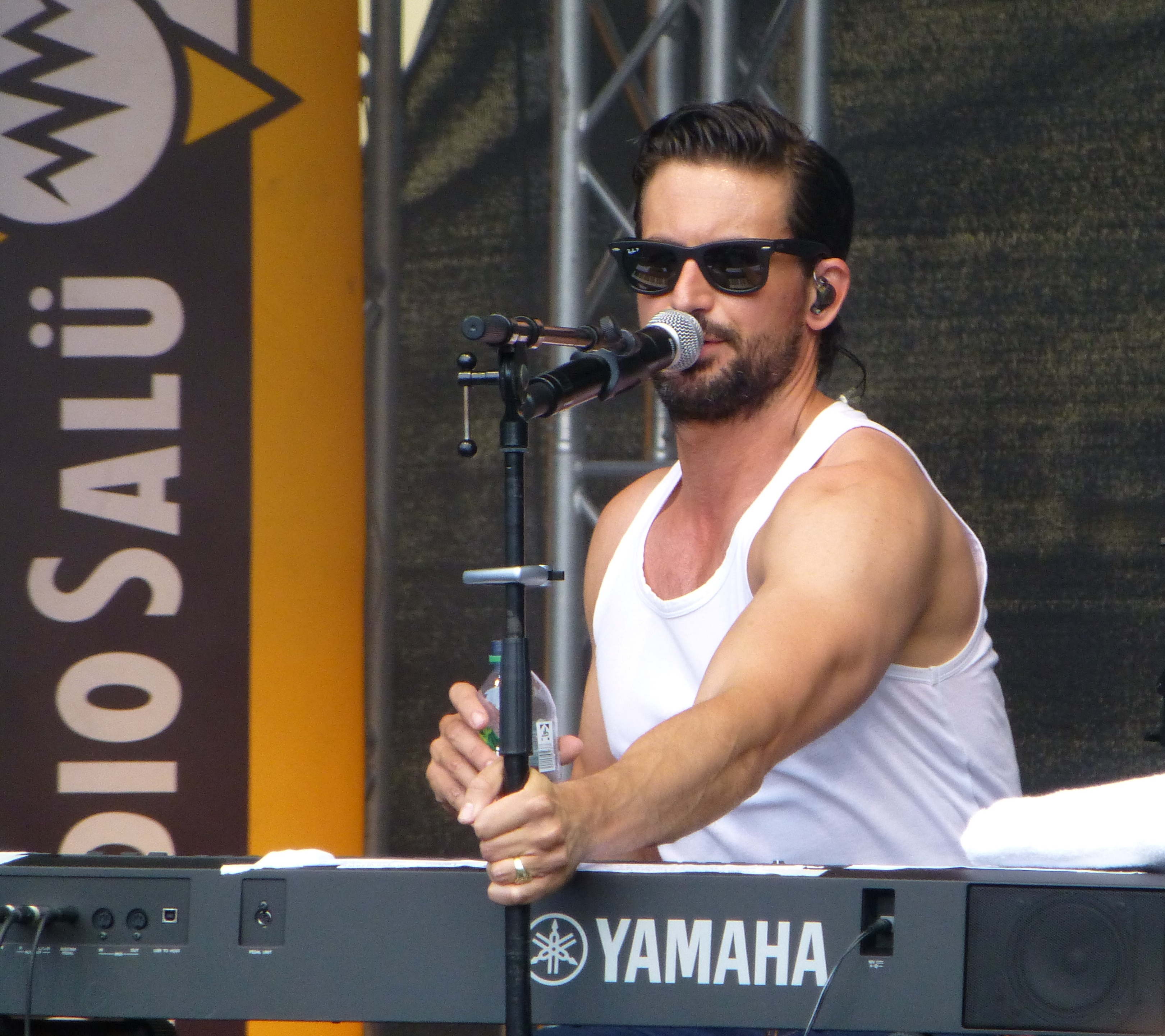
Tom Beck (2014)

- 2011: Superficial Animal (Erstveröffentlichung: 25. März 2011)
- 2012: Americanized (Erstveröffentlichung: 5. Oktober 2012)
- 2013: Americanized Tour 2013 (Erstveröffentlichung: 4. Oktober 2013)
- 2014: Unplugged in Köln (Erstveröffentlichung: 25. April 2014)
- 2015: So wie es ist (Erstveröffentlichung: 20. Februar 2015)
- 2020: 4B (Erstveröffentlichung: 22. Mai 2020)

Singles
- 2011: Sexy (Erstveröffentlichung: 11. März 2011)
- 2011: Drive My Car (Erstveröffentlichung: 3. Juni 2011)
- 2011: The Longing (Erstveröffentlichung: 4. November 2011)
- 2012: Der Moment (Erstveröffentlichung: 20. Januar 2012)
- 2012: Ain’t got you (Erstveröffentlichung: 28. September 2012)
- 2012: Nice Guys Finish Last (Erstveröffentlichung: 30. November 2012)
- 2013: This Time (Erstveröffentlichung: 6. Dezember 2013)
- 2014: Fort von hier (Erstveröffentlichung: 12. Dezember 2014)
- 2015: Hey Puppe (Erstveröffentlichung: 13. März 2015)
- 2017: Helden der Nacht (Song aus Rockstars zähmt man nicht) (Erstveröffentlichung: 11. August 2017)
- 2020: 360 Grad (Erstveröffentlichung: 24. April 2020)
- 2020: 360 Grad (Gestört aber GeiL Remix) (Erstveröffentlichung: 10. Juli 2020)
- 2021: Diese Welt braucht Liebe (Nico Suave & Teesy feat. Liebe Allstars) (Erstveröffentlichung: 29. Oktober 2021)

## Auszeichnungen
- 2001: Die beste Darstellung einer Musicalszene – Förderpreis beim Bundeswettbewerb Gesang
- 2011: Bester Schauspieler – Wild And Young Award
- 2011: Silberner Bravo Otto – 2011 Bester TV-Star männlich
- 2012: Coolster Kommissar – (RTV Award)
- 2012: Goldener Bravo Otto 2012 – Bester TV-Star männlich
- 2013: Goldener Bravo Otto 2013 – Bester TV-Star männlich
- 2013: Silberner Bravo Otto 2013 – Super-Hottie 2013
- 2018: SignsAward – Verantwortung in der Kommunikation